# SMAD7
SMAD7（SMAD family member 7）は、ヒトではSMAD7遺伝子にコードされるタンパク質である。

## 構造
Smadタンパク質には2つの保存されたドメイン、N末端のMH1（Mad homology 1）ドメインとC末端のMH2（Mad homology 2）ドメインが存在する。両者の間にはリンカー領域が存在し、そこには多くの調節部位が位置している。MH1ドメインはDNA結合活性を有するのに対し、MH2ドメインは転写活性化能を有する。リンカー領域には、MAPKやCaMKII、PKCによるリン酸化部位など、重要な調節モチーフが含まれている。SMAD7にはMH1ドメインは存在せず、リンカー領域に存在するプロリン-チロシン（PY）モチーフはE3ユビキチンリガーゼであるSMURF2のWWドメインとの相互作用を可能にしている。SMAD7は基底状態では主に核内に位置し、TGF-β刺激に伴って細胞質へ移行する。

## 機能
SMAD7は、TGF-βシグナルの伝達を開始するSMAD2/SMAD4複合体の形成を妨げることで、シグナル伝達を阻害する。SMAD7は活性化されたTGF-β I型受容体と相互作用し、SMAD2の結合、リン酸化そして活性化を遮断する。また、アクチビンやBMPに対するI型受容体にも結合し、これらの経路においてもネガティブフィードバックとしての機能を果たしている。
TGF-β処理に伴って、SMAD7はMH2ドメインを介してPellino-1へ結合する。この相互作用はIRAK1を介したIL-1R/TLRシグナル伝達複合体の形成を遮断してNF-κB活性を抑制し、炎症促進遺伝子の発現の低下を引き起こす。
SMAD7はTGF-βによって誘導されるが、EGF、IFN-γ、TNF-αなど他の刺激によっても誘導される。そのため、SMAD7はTGF-βシグナルとその他のシグナル伝達経路の間のクロストークをもたらす。

## がんにおける役割
SMAD7遺伝子の変異は大腸がんの感受性の原因となる。大腸がんではSMAD7のアップレギュレーションとTGF-βシグナルの抑制が生じている。アジア・ヨーロッパ集団を対象とした症例対照研究やメタアナリシスにおいても、SMAD7の変異と大腸がんリスクとの関連が示されている。
TGF-βは膵がんにおける重要な成長因子の1つである。SMAD7はTGF-β経路を制御することで、この疾患と関係していると考えられている。膵がん細胞におけるSMAD7の過剰発現を示す研究も低発現を示す研究もあり、膵がんにおけるSMAD7の役割に関してはいまだ議論がある。
上皮成長因子受容体（EGFR）の過剰発現または恒常的活性化は、腫瘍過程を促進する。EGFによって誘導されるMMP-9の発現は、乳がんや卵巣がんなど一部の腫瘍細胞の浸潤と転移を促進する。SMAD7はEGFシグナル伝達経路に対して阻害的効果を示すため、がんの転移の防止に関与している可能性がある。

## 相互作用
SMAD7は次に挙げる因子と相互作用することが示されている。
- CTNNB1[28]
- EP300（英語版）[29]
- TAB1（英語版）[30][31]
- PIAS4（英語版）[32]
- RNF111（英語版）[33]
- SMAD3[34][35]
- SMAD6（英語版）[36]
- SMURF2（英語版）[37][38][39]
- STRAP（英語版）[34]
- TGFBR1（英語版）[11][33][34][37][38][40]
- YAP1[41]

## 関連文献
- Massagué J (1998). “TGF-beta signal transduction”. Annu. Rev. Biochem. 67:  753–791. doi:10.1146/annurev.biochem.67.1.753. PMID 9759503.
- Verschueren K, Huylebroeck D (1999). “Remarkable versatility of Smad proteins in the nucleus of transforming growth factor-beta activated cells”. Cytokine Growth Factor Rev. 10 (3–4):  187–199. doi:10.1016/S1359-6101(99)00012-X. PMID 10647776.
- Wrana JL, Attisano L (2000). “The Smad pathway”. Cytokine Growth Factor Rev. 11 (1–2):  5–13. doi:10.1016/S1359-6101(99)00024-6. PMID 10708948.
- Miyazono K, ten Dijke P, Heldin CH (2000). “TGF-β signaling by Smad proteins”. Advances in Immunology Volume 75. 75. pp. 115–157. doi:10.1016/S0065-2776(00)75003-6. ISBN 9780120224753. PMID 10879283
- Hayashi H, Abdollah S, Qiu Y, Cai J, Xu YY, Grinnell BW, Richardson MA, Topper JN, Gimbrone MA, Wrana JL, Falb D (June 1997). “The MAD-related protein Smad7 associates with the TGFbeta receptor and functions as an antagonist of TGFbeta signaling”. Cell 89 (7):  1165–1173. doi:10.1016/S0092-8674(00)80303-7. PMID 9215638.
- Röijer E, Morén A, ten Dijke P, Stenman G (1998). “Assignment1 of the Smad7 gene (MADH7) to human chromosome 18q21.1 by fluorescence in situ hybridization”. Cytogenet. Cell Genet. 81 (3–4):  189–190. doi:10.1159/000015026. PMID 9730599.
- Denissova NG, Pouponnot C, Long J, He D, Liu F (June 2000). “Transforming growth factor beta -inducible independent binding of SMAD to the Smad7 promoter”. Proc. Natl. Acad. Sci. U.S.A. 97 (12):  6397–6402. Bibcode: 2000PNAS...97.6397D. doi:10.1073/pnas.090099297. PMC 18614. PMID 10823886.
- Stopa M, Anhuf D, Terstegen L, Gatsios P, Gressner AM, Dooley S (September 2000). “Participation of Smad2, Smad3, and Smad4 in transforming growth factor beta (TGF-beta)-induced activation of Smad7. THE TGF-beta response element of the promoter requires functional Smad binding element and E-box sequences for transcriptional regulation”. J. Biol. Chem. 275 (38):  29308–29317. doi:10.1074/jbc.M003282200. PMID 10887185.
- Ebisawa T, Fukuchi M, Murakami G, Chiba T, Tanaka K, Imamura T, Miyazono K (April 2001). “Smurf1 interacts with transforming growth factor-beta type I receptor through Smad7 and induces receptor degradation”. J. Biol. Chem. 276 (16):  12477–12480. doi:10.1074/jbc.C100008200. PMID 11278251.
- Itoh F, Asao H, Sugamura K, Heldin CH, ten Dijke P, Itoh S (August 2001). “Promoting bone morphogenetic protein signaling through negative regulation of inhibitory Smads”. EMBO J. 20 (15):  4132–4142. doi:10.1093/emboj/20.15.4132. PMC 149146. PMID 11483516.